# Howell Township (New Jersey)
Howell Township ist ein Township im Monmouth County von New Jersey in den Vereinigten Staaten. Das Township ist Teil der New York Metropolitan Area. Das U.S. Census Bureau ermittelte bei der Volkszählung 2020 eine Einwohnerzahl von 53.537.

## Geschichte
Howell Township wurde am 23. Februar 1801 durch ein Gesetz der Legislative von New Jersey aus Teilen des Shrewsbury Township als Township gegründet. Teile der Township wurden ausgegliedert, um Brick Township im neu geschaffenen Ocean County (15. Februar 1850), Wall Township (7. März 1851) und Farmingdale (8. April 1903) zu bilden. Die Township wurde nach Richard Howell benannt, der von 1794 bis 1801 der dritte Gouverneur von New Jersey war.

## Demografie
Laut einer Schätzung von 2019 leben in Howell Township 51.952 Menschen. Die Bevölkerung teilt sich im selben Jahr auf in 85,7 % Weiße, 4,3 % Afroamerikaner, 0,2 % amerikanische Ureinwohner, 6,0 % Asiaten, 0,2 Ozeanier und 1,8 % mit zwei oder mehr Ethnizitäten. Hispanics oder Latinos aller Ethnien machten 11,1 % der Bevölkerung aus. Das mittlere Haushaltseinkommen lag bei 105.082 US-Dollar und die Armutsquote bei 4,9 %.
| Bevölkerungsentwicklung Bei den Daten handelt es sich um Volkszählungsergebnisse. | Bevölkerungsentwicklung Bei den Daten handelt es sich um Volkszählungsergebnisse. | Bevölkerungsentwicklung Bei den Daten handelt es sich um Volkszählungsergebnisse. | Bevölkerungsentwicklung Bei den Daten handelt es sich um Volkszählungsergebnisse. | Bevölkerungsentwicklung Bei den Daten handelt es sich um Volkszählungsergebnisse. | Bevölkerungsentwicklung Bei den Daten handelt es sich um Volkszählungsergebnisse. | Bevölkerungsentwicklung Bei den Daten handelt es sich um Volkszählungsergebnisse. | Bevölkerungsentwicklung Bei den Daten handelt es sich um Volkszählungsergebnisse. | Bevölkerungsentwicklung Bei den Daten handelt es sich um Volkszählungsergebnisse. | Bevölkerungsentwicklung Bei den Daten handelt es sich um Volkszählungsergebnisse. |
| --------------------------------------------------------------------------------- | --------------------------------------------------------------------------------- | --------------------------------------------------------------------------------- | --------------------------------------------------------------------------------- | --------------------------------------------------------------------------------- | --------------------------------------------------------------------------------- | --------------------------------------------------------------------------------- | --------------------------------------------------------------------------------- | --------------------------------------------------------------------------------- | --------------------------------------------------------------------------------- |
| Jahr                                                                              | 1940                                                                              | 1950                                                                              | 1960                                                                              | 1970                                                                              | 1980                                                                              | 1990                                                                              | 2000                                                                              | 2010                                                                              | 2020                                                                              |
| Einwohner                                                                         | 4.039                                                                             | 6.696                                                                             | 11.153                                                                            | 21.756                                                                            | 25.065                                                                            | 38.987                                                                            | 48.903                                                                            | 48.903                                                                            | 53.537                                                                            |

## Wirtschaft
Trotz der Suburbanisierung in den letzten Jahren sind die landwirtschaftlichen Wurzeln des Townships erhalten geblieben. Es gibt zahlreiche landwirtschaftliche Betriebe, Vollblutzuchtbetriebe und Gärtnereien in der Gemeinde. 